# Allan Kozinn
Allan Kozinn (28 luglio 1954) è un giornalista, critico musicale e docente statunitense.

## Biografia
Laureatosi in musica e giornalismo  alla Syracuse University nel 1976, iniziò a lavorare come critico e giornalista del New York Times, entrando a far parte stabilmente della redazione del giornale nel '91.  Nel frattempo, era stato redattore delle riviste High Fidelity e Keynote, oltre ad aver pubblicato i suoi articoli anche sulle riviste Guitar Player, Keyboard e Pulse. Inoltre, fu il primo critico musicale del New York Observer.
Nel 2004, Kozinn fu nominato docente della New York University, dove tenne corsi di critica musicale, letteratura musicale barocca e sui Beatles. Insegnò storia dell'interpretazione musicale alla Juilliard School.
A settembre di 2012, il New York Times gli diede l'incarico di seguire la pagina culturale, che era divenuta oggetto di polemiche all'epoca. Nel dicembre 2014, Kozinn lasciò il Times, nell'ambito di una ristrutturazione organizzativa che prevedeva licenziamenti e nuove acquisizioni da parte del giornale.
Sposato con la scrittrice Paula Brochu, risiede con la moglie a Portland, nel Maine.